# Stora stygga fåglar och små snälla
Stora stygga fåglar och små snälla (italienska: Uccellacci e uccellini) är en italiensk dramakomedi från 1966 i regi av Pier Paolo Pasolini.

## Rollista i urval
- Totò - Totò Innocenti / broder Ciccillo
- Ninetto Davoli - Ninetto Innocenti / broder Ninetto
- Femi Benussi - Luna
- Renato Montalbano - Franciskus av Assisi
- Francesco Leonetti - kråkan (röst)